# Leersia
Leersia ist eine Gattung aus der Familie der Süßgräser (Poaceae), deren Vertreter sich nur wenig von Vertretern der Gattung Reis (Oryza) unterscheiden. Die Arten finden sich weltweit in tropischen bis warmgemäßigten Gebieten. Eine der etwa 20 Arten, die Reisquecke (Leersia oryzoides), findet man in Europa. 

## Beschreibung
Die Arten der Gattung Leersia sind meist ausdauernde, seltener einjährige Wasser- oder Sumpfpflanzen, die Ausläufer oder Rhizome bilden. Die Halme sind dünn und 15 bis 200 Zentimeter lang. Der untere Teil ist kriechend oder schwimmend, der obere Teil aufgerichtet oder aufsteigend, mit vielen, behaarten und angeschwollenen Knoten. Die Blattspreiten sind linear-lanzettlich und wachsen beinahe ohne Blattscheide direkt am Halm (kaulin). Das Blatthäutchen ist häutig und unbewimpert. Die Blütenstände sind Rispen mit meist einfachen, traubenartigen Seitenästen auf kurzen Stielen. Die Ährchen tragen jeweils nur ein Blütchen und sind elliptisch bis schmal länglich, deutlich seitlich abgeflacht und 1,5 bis 8 Millimeter lang. Sie lösen sich leicht vom Stiel und fallen als ganzes ab. Hüllspelzen fehlen. Die Deckspelze ist bootsförmig, gekielt, papierartig bis derbhäutig, vorstehend fünfnervig, wobei die äußeren Nerven mit denen der Vorspelze ineinander greifen. Der Kiel der Deckspelze ist schuppig bis kammförmig bewimpert, das obere Ende ist spitz oder geschnäbelt und meist grannenlos. Die Vorspelze ähnelt der Deckspelze, ist jedoch schmäler, gleich lang oder etwa länger, papierartig, dreinervig und hat einen bewimperten Kiel. Je Blüte werden zwei Schwellkörper und ein, zwei, drei oder sechs Staubblätter gebildet. Die Früchte sind länglich, der Embryo erreicht etwa ein Drittel der Länge der Frucht. Das Hilum ist linealisch.
Die Chromosomengrundzahl beträgt x=12.

## Verbreitung
Die etwa 20 Arten sind in tropischen bis warm-gemäßigten Zonen auf der ganzen Welt verbreitet. Eine Art, die Reisquecke (Leersia oryzoides) kommt in Europa vor, elf Arten in Afrika, sechs Arten in Nordamerika, vier in Südamerika und vier in China.

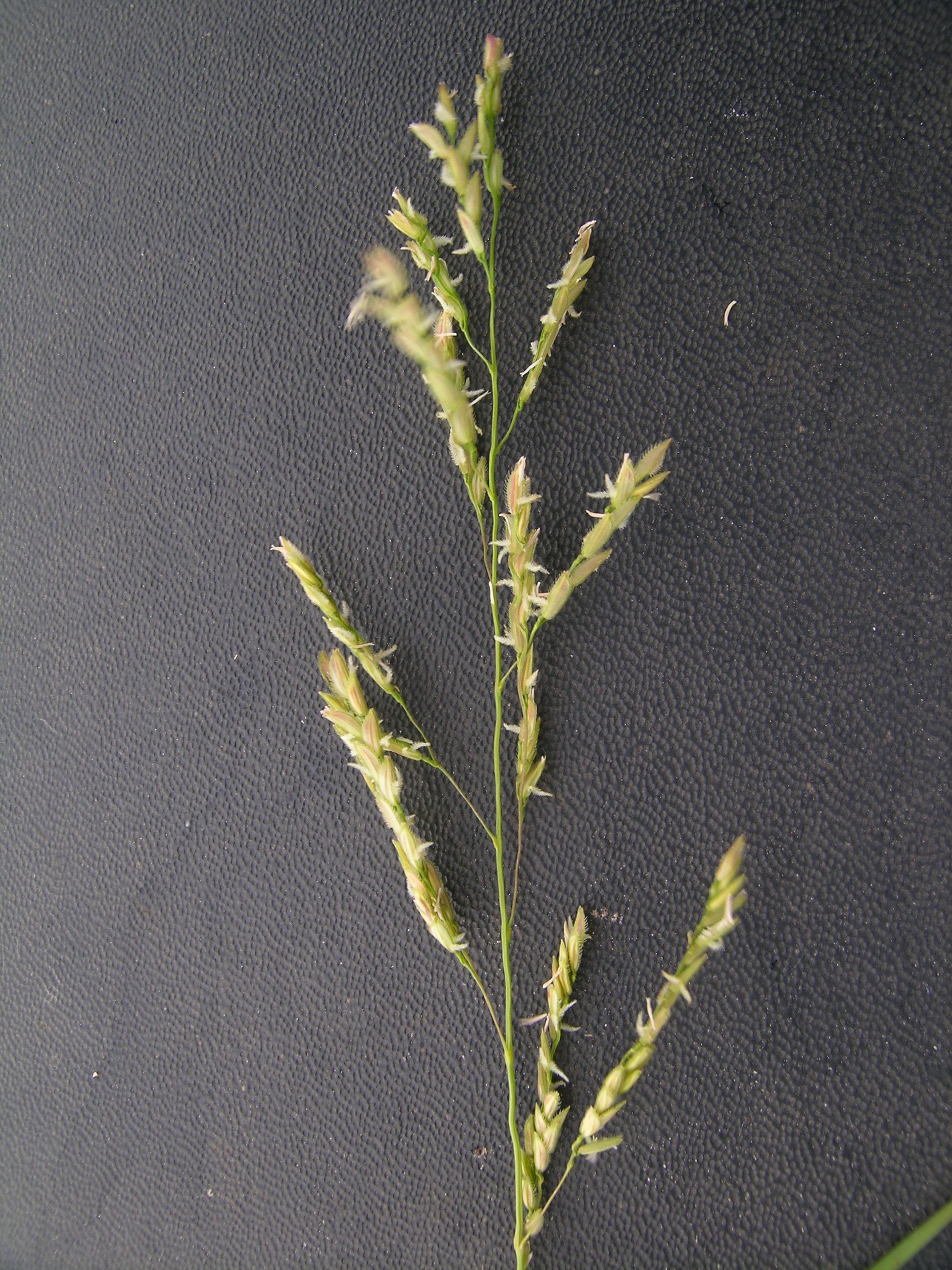
Leersia hexandra, Blütenstand

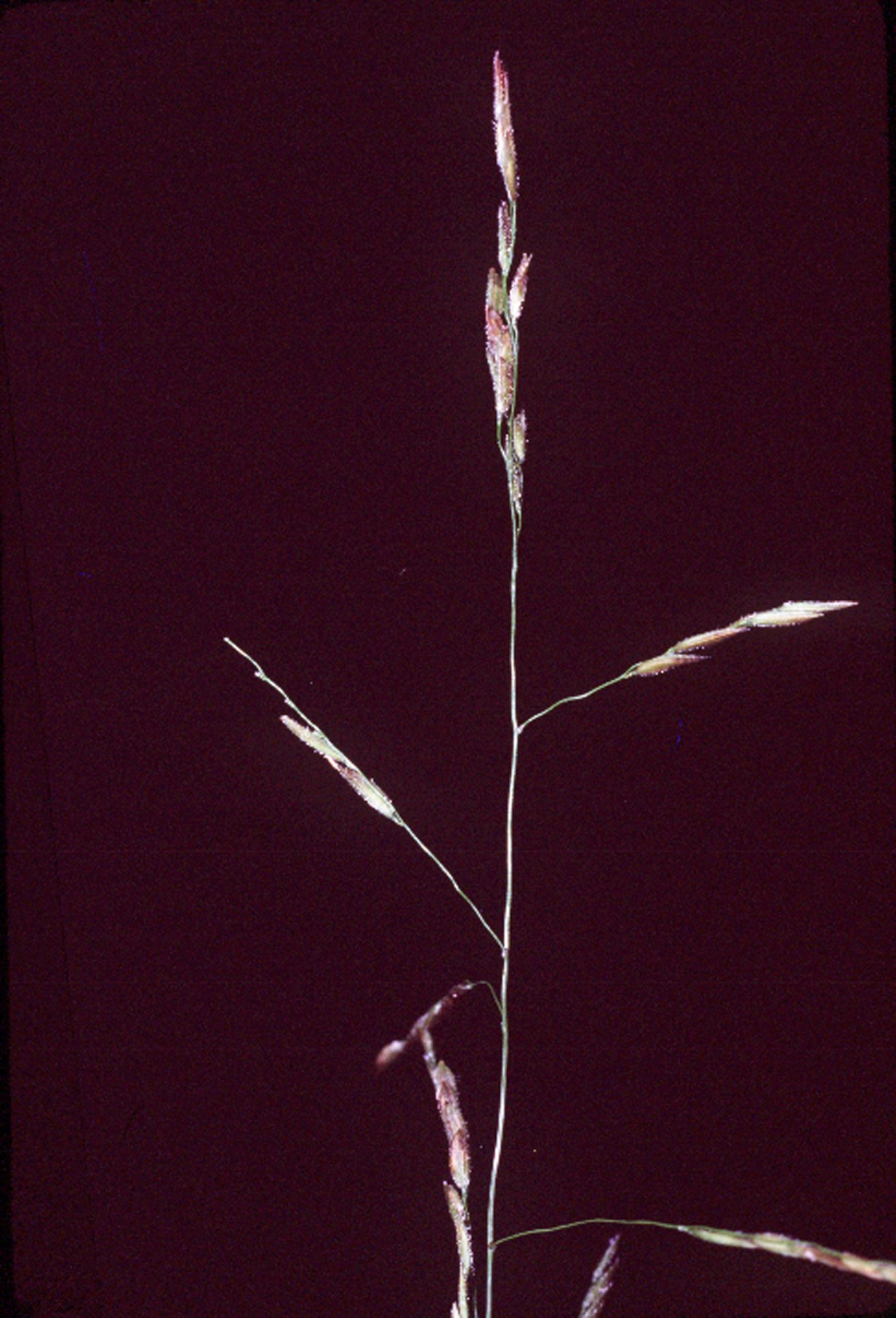
Leersia virginica, Blütenstand

## Systematik und Forschungsgeschichte
Leersia ist eine Gattung aus der Familie der Süßgräser (Poaceae), dort wird sie der Unterfamilie Ehrhartoideae und Tribus Oryzeae zugeordnet. Die Gattung wurde 1788 von Olof Peter Swartz in Nova Genera & Species Plantarum seu Prodromus descriptionum Vegetabilium ... Band 1, Seite 28 aufgestellt. Der Gattungsname Leersia erinnert an den deutschen Apotheker Johann Daniel Leers, (1727–1774). Die Gattung unterscheidet sich nur durch das Fehlen steriler Deckschuppen vom Reis (Oryza). Synonyme der Gattung sind Aplexia Raf., Asprella Schreb., Blepharochloa Endl., Ehrhartia F.H.Wigg., Endodia Raf., Homalocenchrus Mieg und Pseudoryza Griff.
Der Gattung werden etwa 20 Arten zugerechnet:
- Leersia angustifolia Prodoehl: Sie kommt vom Sudan bis zur Demokratischen Republik Kongo vor.[8]
- Leersia denudata Launert: Sie kommt von Kenia bis Südafrika vor.[8]
- Leersia drepanothrix Stapf: Sie kommt vom tropischen Westafrika bis Uganda vor.[8]
- Leersia friesii Melderis: Sie kommt vom südlichen Sudan bis Botswana vor.[8]
- Leersia hexandra Sw.: Sie kommt in den Tropen und Subtropen vor.[8]
- Leersia japonica (Honda) Honda: Sie kommt von China und Japan bis in die gemäßigten Zonen Ostasiens vor.[8]
- Leersia lenticularis Michx.: Sie kommt in den zentralen und östlichen Vereinigten Staaten vor.[8]
- Leersia ligularis Trin.: Sie kommt in vier Varietäten von Mexiko bis ins tropische Amerika vor.[8]
- Leersia monandra Sw.: Sie kommt von Texas bis Mexiko, Florida und zur Karibik vor.[8]
- Leersia nematostachya Launert: Sie kommt in Kamerun, Angola und Sambia vor.[8]
- Leersia oncothrix C.E.Hubb.: Sie kommt in Sambia vor.[8]
- Reisquecke[9] (Leersia oryzoides (L.) Sw.): Sie kommt von den gemäßigten Zonen der Nordhalbkugel bis ins nordöstliche Mexiko vor.[8]
- Leersia perrieri (A.Camus) Launert: Sie kommt in Madagaskar vor.[8]
- Leersia sayanuka Ohwi: Sie kommt vom zentralen und südlichen China bis Vietnam, dem südlichen Korea und Japan vor.[8]
- Leersia stipitata Bor: Sie kommt in Thailand vor.[8]
- Leersia tisserantii (A.Chev.) Launert: Sie kommt vom tropischen Westafrika bis Kenia und Namibia und in Guinea vor.[8]
- Leersia triandra C.E.Hubb.: Sie kommt von Sierra Leone bis Liberia und in Kamerun vor.[8]
- Leersia virginica Willd.: Sie kommt vom östlichen Kanada bis in die östlichen und zentralen Vereinigten Staaten vor.[8]